# Hailo
Die Hailo-Werk Rudolf Loh GmbH & Co. KG (Eigenschreibweise: HAILO) ist ein Unternehmen für Leitern und Mülleimer für Haushalt und Gewerbe, Ordnungssysteme und Mülltrennsysteme für Küchen sowie professionelle Steigtechnik und Absturzsicherungen für Gebäude und Zugänge aller Art. Das Unternehmen mit Hauptsitz im mittelhessischen Haiger-Flammersbach wurde 1947 gegründet und gehört heute zur Joachim Loh Unternehmensgruppe.
Der Name HAILO ist eine Abkürzung des Standortes Haiger und des Unternehmensgründers Rudolf Loh.

## Geschichte
1947 gründete der damals 33-jährige Maschinenbauer Rudolf Loh die Metallwarenfabrik Rudolf Loh GmbH. Gemeinsam mit seiner Frau Irene Loh und drei Mitarbeitern begann er mit der Herstellung von Sanitätsmöbeln, Metallbetten und Bettwärmflaschen. Zwei Jahre später lag die Serienfertigung der Wärmflaschen bei 100.000 Stück. In den folgenden Jahren wurde das Sortiment um Gießkannen und Mülleimer erweitert. 1953 erfolgte die Markteinführung der ersten Einbau-Mülleimer für Einbauküchen. 1955 entwickelte Hailo den ersten Treppenhocker zum Sitzen und Steigen und entwickelte das Programm mit Stahlrohr-Haushaltsleitern weiter.
Im Jahr 1960 brachte Hailo als erster Anbieter eine Haushaltsleiter aus Aluminium auf den Markt. Das neuartige Produkt hatte ein geringeres Gewicht als bis dahin übliche Stahlrohr-Leitern. Der Werkstoff Aluminium fand in den Folgejahren dann auch Einzug bei Sprossenleitern für Haus und Garten. Das Firmenlogos wurde 1961 von Rudolf Loh und dem Industriedesigner Ernest Igl entwickelt und diente anfangs schon als Gelenkschutz an den Leitern.
Nach Rudolf Lohs Tod im Jahr 1971 übernahm sein Sohn Joachim Loh das Unternehmen. 1983 erfolgte die Markteinführung des ersten Bügeltisches mit integrierter Steckdose, Kabelhalter und Parkmulde für das Bügeleisen, 1985 die Markteinführung des ersten Mülltrennsystems für Einbauküchen, zur gleichen Zeit entwickelte Hailo die erste Sprossenleiter mit Niveauausgleich für schräges Gelände.
1998 wurde der Bereich Hailo Professional gegründet, der ortsfeste Leitern und Steigtechnik aus Aluminium, Stahl und Edelstahl für Industrie und Baugewerbe produziert. Im Jahr 2003 erhielt Hailo den Großauftrag, alle Maut-Schilderbrücken in Deutschland und Österreich mit Leitern auszustatten. 2001 übernahm Hailo das Unternehmen Eisenwerk Sauerland in Drolshagen, einen renommierten Hersteller von Mülleimern. Hailo kaufte 2009 den Produktbereich Leitern/Trittleitern von der Leifheit AG und verkaufte gleichzeitig die Sparte „Dampfbügelsysteme“ an Leifheit. Die Ehefrau von Joachim Loh, Ruthild Loh ist bis heute (Stand: Januar 2023) mit einer Minderheit an Leifheit beteiligt. Anfang 2009 übergab Joachim Loh die Leitung an seinen Sohn Sebastian Loh.
2013 wurde der Geschäftsbereich Hailo Professional-Wind, der Steigleitern und Servicelifte zur Ausstattung von Windkraftanlagen produziert, ausgegliedert. Im nahegelegenen Industriegebiet „Kalteiche“ wurde die Hailo Windsystems GmbH & Co. KG aus gegründet.

## Geschäftsbereiche
Hailo home & business
bietet Produkte in den Bereichen Steigen (Stehleitern, Trittleitern, Sprossenleitern und Gerüste) sowie Mülleimer für Haushalt, Büro und Gewerbe. Hailo ist im Bereich der Stehleitern Marktführer in Europa.
Hailo-Einbautechnik
produziert und vertreibt innovative Einbauprodukte für die Küchenindustrie. Abfalltrennsysteme, Ordnungssysteme und Ergänzungssysteme, wie z. B. der elektronische Türöffner Libero. Produkte von Hailo Einbautechnik werden von nahezu allen namhaften Küchenherstellern verarbeitet und finden sich in den meisten Haushaltsküchen wieder.
Hailo Professional
umfasst Steigtechnik und Schacht-Ausrüstungstechnik. Zum Angebot gehören Steigleitern, Rückenschutz- und Absturzsicherung, Schachtleitern und -abdeckungen, Notausstiege, Fluchtleitern und auch Spezial-Ausführungen.

## Niederlassungen
Hailo unterhält drei Niederlassungen im Ausland: Chapelle-Viviers, Vienne in Frankreich, Jičín in Tschechien und Covington,  Georgia in den Vereinigten Staaten.

## Auszeichnungen
Hailo wurde 2007 in die Enzyklopädie „Deutsche Standards – Marken des Jahrhunderts“ aufgenommen. Die Auszeichnung würdigt Hailo als Erfinder der Aluminium-Haushaltsleiter. Waren die Leitern vorher aus Stahl, machte der neue Werkstoff Aluminium Hausfrauen und Heimwerkern die Arbeit wesentlich „leichter“.
Für innovative Produktideen sowie hervorragendes Design, wurden bereits viele nationale und internationale Auszeichnungen erworben. Darunter der IF Industrie Forum Design, Red Dot Design Award, Interzum Award, Focus-Open-Award, German-Innovation-Award, German-Brand-Award, Plus X Design-Award.